# 北海道道765号元地香深线
北海道道765号元地香深线（日语：北海道道765号元地香深線）是一条连结北海道礼文町香深和同町元地的普通道级道路（北海道道）。途中可以靠近桃岩展望台。

## 道路概况
- 起点：北海道礼文郡礼文町元地
- 終点：北海道礼文郡礼文町香深（＝北海道道40号礼文岛线交点）
- 总延長：4.8千米

## 经过的自治体
- 宗谷综合振兴局
  - 礼文郡礼文町

## 主要连接道路
- 礼文町
  - 北海道道40号礼文島線

## 隧道
- 桃岩隧道(230米)

## 历史
- 1972年3月31日 路線勘定。